# Горемыкин, Иван Логгинович
Ива́н Ло́ггинович Горемы́кин (27 октября (8 ноября) 1839, Новгород — 11 (24) декабря 1917, Сочи) — русский государственный деятель, статс-секретарь (с 1910), председатель Совета министров Российской империи (1906 и 1914—1916), министр внутренних дел (1895—1899), член Государственного совета (с 1899), сенатор (с 1894), 13-й по счёту и последний действительный тайный советник 1-го класса (1916).

## Биография
Родился в Новгороде 27 октября (8 ноября) 1839 года, в семье мелкопоместного дворянина Логгина Ивановича Горемыкина (1809—1864) и его жены Капитолины Николаевны, урожд. Манкошевой. Приходился племянником профессору тактики Военной академии Ф. И. Горемыкину (1813—1850).
Окончил Императорское училище правоведения (21 выпуск, 16 мая 1860).
В 1860 году начал службу в Сенате. Вскоре был назначен комиссаром по крестьянским делам в Царстве Польском, где в 1866 году стал плоцким вице-губернатором, а в 1869 году — келецким вице-губернатором. М. Е. Врангель, под начальством которого он служил, называл его «чиновником в квадрате».
С 1873 года служил в Министерстве внутренних дел: до 1882 года был членом Комиссии по крестьянским делам губерний Царства Польского.
С 1882 года — товарищ (заместитель) прокурора 1-го департамента Сената. С 1884 года — обер-прокурор 2-го департамента Сената. Прослужив в течение долгих лет в Сенате (не по судебному, а по 2-му, так называемому крестьянскому, департаменту управляющим Межевой частью), невольно впитал в себя приверженность к законности и отрицательное отношение к административному произволу. «По природе, несомненно, умный, тонкий и вдумчивый, с заметной склонностью к философскому умозрению, он считался при назначении министром внутренних дел не только в либеральном лагере, так как по личным связям принадлежал к либеральному сенаторскому кружку, но даже сторонником, конечно платоническим, толстовского учения».
В правительственных кругах считался знатоком крестьянского вопроса. Именно ему было поручено издать в 1891 году «Свод узаконений и распоряжений правительства об устройстве сельского состояния». В том же 1891 году он был назначен товарищем министра юстиции. Сенатор (1894).
В 1895 году назначен товарищем министра, потом министром внутренних дел. Благодаря долгой службе Горемыкин пользовался репутацией «законника», и назначение его в 1895 году министром внутренних дел пробудило в демократической части общества надежду на уменьшение административного произвола. На посту министра остановил введение в действие получившего силу закона нового лечебного устава, по которому от земства фактически отнималось заведование содержимыми на земские средства больницами и приемными покоями и другие разрабатывавшиеся в Министерстве внутренних дел предположения о сокращении компетенции земства.

По поводу проекта введения земств в западных и восточных губерниях не без пафоса писал:
Основой действительной силы государства, какова бы ни была его форма, есть развитая и окрепшая к самостоятельности личность; выработать в народе способность к самоустройству и самоопределению может только привычка к самоуправлению, развитие же бюрократии и правительственной опеки создает лишь обезличенные и бессвязные толпы населения, людскую пыль.
В 1896 году получил чин действительного тайного советника. Состоял почётным членом ИППО. В 1899 году активно протежировал проекту строительства окружной железной дороги вокруг Санкт-Петербурга. Его неосторожные заявления и слухи о коррумпированности его свиты привели к его уходу из министерства. Был назначен членом Государственного совета. Назначался к присутствию на 1906—1917 гг. В Государственном совете относился к группе правых. В 1905 году назначен председателем Особого совещания о мерах по укреплению крестьянского землевладения.
Перед созывом Первой Государственной думы 22 апреля 1906 года был назначен Председателем Совета министров, заменив С. Ю. Витте. До роспуска думы 8 июля 1906 года был занят борьбой с её инициативами, выступая, в частности, против законопроекта об ответственности министров перед Думой и отвергая радикальные аграрные реформы, предлагаемые думцами.
После роспуска первого созыва Думы 8 июля 1906 года заменён на посту главы Совета министров П. А. Столыпиным. В 1910 назначен статс-секретарём.
С 30 января 1914 по 20 января 1916 вновь председатель Совета министров; выполнял волю придворной группы во главе с Г. Е. Распутиным. Занимал враждебную позицию по отношению к Государственной думе и «прогрессивному блоку».
На Горемыкина была написана следующая эпиграмма (в 1914 году):
Друг, обманчивой надежде

Понапрасну ты не верь:

Горе мыкали мы прежде,

Горе мыкаем теперь.
После повторной отставки 20 января 1916 года получил чин действительного тайного советника 1-го класса.
После Февральской революции 1917 года был арестован. Допрашивался в Чрезвычайной комиссии Временного правительства, в мае 1917 года с учётом возраста был амнистирован. В административном порядке выслан из Петрограда. Был убит 8 (21) декабря 1917 года в Сочи вместе с женой, дочерью и зятем во время разбойного нападения банды преступников на его дачу. Отпевал И. Л. Горемыкина и его семью священник Евгений Николаевич Ивановский в Храме Святителя Николая Чудотворца на Хлудовской стороне посада — города Сочи. Был похоронен с семьёй в семейном склепе на несохранившемся Завокзальном кладбище в Сочи.
Среди тринадцати преемников Горемыкина на посту министра внутренних дел Российской империи пятеро (Святополк-Мирский, Пётр Дурново, Щербатов, Штюрмер и Александр Хвостов) умерли естественной смертью, трое (Сипягин, Плеве и Столыпин) стали жертвами покушений, пятеро (Булыгин, Макаров, Маклаков, Алексей Хвостов и Протопопов) погибли в годы Красного террора.

## Наградной список
- Орден Святой Анны 2-й степени (6 августа 1865)
- Императорская корона к ордену Святой Анны 2-й степени (28 августа 1870)
- Орден Святого Владимира 3-й степени (30 июля 1872)
- Орден Святого Станислава 1-й степени (1 января 1878)
- Орден Святой Анны 1-й степени (19 февраля 1881)
- Орден Святого Владимира 2-й степени (1 января 1885)
- Орден Белого орла (1 января 1890)
- Орден Святого Александра Невского (1 января 1895)
- Высочайший рескрипт (1897)
- Высочайший рескрипт (1899)
- Высочайшая благодарность (1902)
- Бриллиантовые знаки к ордену Святого Александра Невского (1 января 1904)
- Высочайший рескрипт (1905)
- Высочайшая благодарность (1905)
- Орден Святого Владимира 1-й степени (1 января 1912)
- Высочайшая благодарность (16 февраля 1914)
- Высочайший рескрипт (6 марта 1914)
- Орден Святого апостола Андрея Первозванного (6 мая 1915)
- Медаль «За труды по устройству крестьян в Царстве Польском» (1866)
- Медаль «За усмирение польского мятежа. 1863—1864» (1866)
- Медаль «В память царствования императора Александра III» (1896)
- Медаль «В память коронации императора Николая II» (1896)
- Знак отличия за поземельное устройство государственных крестьян (25.06.1898)
- Знак отличия беспорочной службы XL лет (22.08.1905)
- Медаль «В память 300-летия царствования дома Романовых» (1913)

Иностранные:
- ватиканский Орден Пия IX, большой крест (1896)
- бухарский Орден Короны государства Бухары (1896)
- австрийский Орден Железной короны 1-й степени (1897)
- французский Орден Почётного легиона, большой крест (1897)
- прусский Орден Красного орла, большой крест (1898)

## Семья
В браке с Александрой Ивановной (1845—1917), дочерью сенатора И. Х. Капгера, имел сына Михаила (1879—1927, камергер), дочерей Александру (1871—1917/1918; замужем за Иваном Александровичем Овчинниковым, оба погибли вместе с И. Л. Горемыкиным) и Татьяну (1872—1965, замужем за своим двоюродным братом бароном Н. Н. Медемом). После революции младший зять был расстрелян, сын и младшая дочь эмигрировали во Францию.

## Адреса
И. Л. Горемыкин имел 4700 десятин родового поместья в Новгородской губернии, три дома в Санкт-Петербурге, также дачу под Сочи, где и погиб. В Петербурге жил по адресу:
- 1895—1899 — набережная реки Фонтанки, дом № 16.
- 1907—1913 — 1-я линия Васильевского острова, дом № 30[13].

## Память
В Сочи 5 июня 2019 года на несохранившемся Завокзальном кладбище установлена временная памятная плита, епископом Сочинским и Туапсинским Германом (Камаловым) отслужена заупокойная лития по Ивану Логгиновичу Горемыкину. 6 ноября 2020 года в том же месте министром внутренних дел РФ Владимиром Колокольцевым был открыт памятник.

### В кино
- Две жизни (1961, СССР), роль Горемыкина исполнил актёр Михаил Трояновский
- «Агония» (1974, СССР), роль Горемыкина исполнил актёр Пётр Аржанов.
- «Столыпин… Невыученные уроки» (2006, Россия), роль Горемыкина исполнил актёр Ефим Каменецкий.